# Теня
45°30′ пн. ш. 18°44′ сх. д. / 45.50° пн. ш. 18.74° сх. д.
Теня (хорв. Tenja) — населений пункт у Хорватії, в Осієцько-Баранській жупанії у складі міста Осієк.

## Населення
Населення за даними перепису 2011 року становило 7376 осіб.
Динаміка чисельності населення поселення:

## Клімат
Середня річна температура становить 11,10 °C, середня максимальна – 25,70 °C, а середня мінімальна – -6,19 °C. Середня річна кількість опадів – 657 мм.
| Клімат поселення                              | Клімат поселення | Клімат поселення | Клімат поселення | Клімат поселення | Клімат поселення | Клімат поселення | Клімат поселення | Клімат поселення | Клімат поселення | Клімат поселення | Клімат поселення | Клімат поселення | Клімат поселення |
| Показник                                      | Січ.             | Лют.             | Бер.             | Квіт.            | Трав.            | Черв.            | Лип.             | Серп.            | Вер.             | Жовт.            | Лист.            | Груд.            |                  |
| Середній максимум, °C                         | 5,94             | 8,08             | 12,66            | 17,34            | 22,74            | 25,70            | 25,30            | 25,00            | 20,92            | 15,42            | 9,41             | 5,52             |                  |
| Середня температура, °C                       | −0,13            | 2,00             | 6,60             | 11,29            | 16,66            | 19,60            | 21,20            | 20,94            | 16,88            | 11,37            | 5,33             | 1,44             |                  |
| Середній мінімум, °C                          | −6,19            | −4,06            | 0,53             | 5,21             | 10,60            | 13,56            | 17,18            | 16,88            | 12,82            | 7,31             | 1,28             | −2,62            |                  |
| Норма опадів, мм                              | 43               | 37               | 41               | 51               | 60               | 82               | 65               | 62               | 50               | 55               | 61               | 50               |                  |
| Середньомісячна швидкість вітру, м/с          | 2.30             | 2.60             | 2.89             | 2.77             | 2.47             | 2.22             | 2.20             | 2.00             | 2.00             | 2.20             | 2.30             | 2.40             |                  |
| Середньомісячна сонячна радіація, кДж/м²·день | 4267             | 6935             | 10922            | 15536            | 19431            | 21642            | 22191            | 20408            | 14984            | 9497             | 4815             | 3554             |                  |
| --------------------------------------------- | ---------------- | ---------------- | ---------------- | ---------------- | ---------------- | ---------------- | ---------------- | ---------------- | ---------------- | ---------------- | ---------------- | ---------------- | ---------------- |
| Джерело:                                      |                  |                  |                  |                  |                  |                  |                  |                  |                  |                  |                  |                  |                  |